# Gałąźnia Wielka
Gałąźnia Wielka (deutsch Groß Gansen) ist ein Dorf ist ein Dorf in der polnischen Woiwodschaft Pommern. Es gehört zur Gmina Kołczygłowy (Gemeinde Alt Kolziglow) im Powiat Bytowski (Bütower Kreis).

## Geographische Lage
Das Dorf liegt in Hinterpommern, etwa 27 km südöstlich von Stolp, 38 km südwestlich von Lębork (Lauenburg i. Pom.). und 2 ½ Kilometer nordnordöstlich von Gałąźnia Mała (Klein Gansen).

## Geschichte
Das adelige Dorf Groß Gansen war in älterer Zeit Lehensbesitz der Familie Zitzewitz. Der Zitzewitzschen Familienchronik zufolge befand sich das Dorf bereits vor dem Jahr 1410 im Besitz von Jarislaw von Zitzewitz.
Um 1784 bestand Groß Gansen aus zwei Teilen, A und B, mit insgesamt zwei Vorwerken, zehn Bauern, sechs Kossäten, auf der Feldmark des Dorfs einem Holzwärterkaten und 26 Haushaltungen. Groß Gansen A, auf das ein Vorwerk, acht Bauern und der Holzwärterkaten entfielen, befand sich seinerzeit im Besitz von Friedrich George Ernst von Zitzewitz. Groß Gansen B mit einem Vorwerk, zwei Bauern und drei Kossäten gehörte zu dem Rittergut Goschen und befand sich zur damaligen Zeit im Besitz von Lieutenant Friedrich Franz von Zitzewitz.
Am Ende des 18. Jahrhunderts verlegte die bis dahin auf Gut Goschen ansässige Familie Zitzewitz ihren Wohnsitz nach Groß Gansen. Im 19. Jahrhundert erlosch dieser Familienzweig, da Heinrich von Zitzewitz kinderlos geblieben war. Er verkaufte seine Güter 1877 an seinen Cousin Friedrich Karl von Zitzewitz auf Muttrin und zog nach Stolp, wo er 1885 verstarb.
Nach dem Ersten Weltkrieg übernahm in zweiter Generation Georg von Zitzewitz das Gut Groß Gansen. Er war als Mitglied der Deutschnationalen Volkspartei politisch aktiv und wurde in das Preußische Abgeordnetenhaus gewählt. Vor der Machtergreifung der NSDAP gehörte er für kurze Zeit dem Reichstag an.
Am 1. April 1927 hatten die Güter Goschen und Groß Gansen eine Flächengröße von 594 bzw. 473 Hektar, und am 16. Juni 1925 hatten die Gutsbezirke 113  bzw. 272 Einwohner. Am 30. September 1928 wurden die Gutsbezirke Goschen und Groß Gansen in die Landgemeinde Groß Gansen eingegliedert.
Anfang der 1930er Jahre hatte die Landgemeinde Groß Gansen eine Flächengröße von 15,8 km². Innerhalb der Gemeindegrenzen standen insgesamt 70 bewohnte Wohnhäuser an neun verschiedenen Wohnstätten:
1. Goschen
2. Groß Gansen
3. Hermannshöh
4. Lösung
5. Piaschke
6. Pranitz
7. Steggen
8. Windmühle
9. Zitzenkaten

Außer den Gütern Goschen und Groß Gansen gab es in der Dorfgemeinde 45 bäuerliche Betriebe. Im Jahr 1939 wurden insgesamt 129 Haushaltungen und 546 Einwohner gezählt.
Bis 1945 gehörte Groß Gansen zum Landkreis Stolp im Regierungsbezirk Köslin der preußischen Provinz Pommern des Deutschen Reichs. Groß Gansen war dem Amtsbezirk Muttrin zugeordnet.
Gegen Ende des  Zweiten Weltkriegs wurde die Region am 9. März 1945 von der Roten Armee eingenommen. Groß Gansen gehörte zu den wenigen Ortschaften im Kreis Stolp, die vor Herannahen der Front noch vollständig geräumt werden konnten. Einigen Dorfbewohnern gelang die Flucht von Gotenhafen aus mit dem Schiff über die Ostsee. Viele wurden von der Sowjetarmee überrollt und kehrten zurück. Nach Beendigung der Kampfhandlungen wurde die Region zusammen mit ganz Hinterpommern seitens der sowjetischen Besatzungsmacht der Volksrepublik Polen zur Verwaltung überlassen. Danach kamen Polen in das Dorf und drängten die einheimischen Dorfbewohner aus ihren Häusern und Gehöften. Groß Gansen wurde unter der polonisierten Ortsbezeichnung ‚Gałąźnia Wielka‘ verwaltet. In der Folgezeit wurden die einheimischen Dorfbewohner von der polnischen Administration aus Groß Gansen vertrieben.
Später wurden in der Bundesrepublik Deutschland 193 und in der DDR 186  Dorfbewohner aus Groß Gansen ermittelt.

## Söhne und Töchter der Gemeinde
- Klaus Gersonde (1934–2010), Biochemiker in Kiel und Aachen, o. Professor für Medizintechnik an der Universität des Saarlandes[7]